# Championnat d'Amérique du Sud de rugby à XV 2009
 (août 2025).
Navigation
Championnat 2008 Championnat 2010
Le Championnat d'Amérique du Sud de rugby à XV 2009 est une compétition de rugby à XV organisée par la Confederación sudamericana de rugby. Elle est jouée à Montevideo en Uruguay en même temps que les qualifications à la Coupe du monde 2011. L'équipe réserve d'Argentine, les Jaguars, remporte le tournoi.

## Équipes participantes
| Division A - Argentine A - Brésil - Chili - Uruguay - Paraguay | Division B - Colombie - Costa Rica - Pérou - Venezuela |

## Division A

### Première phase
Le Brésil, le Chili, le Paraguay et l'Uruguay s'affrontent lors de la première phase. Les deux premiers se qualifient pour la seconde phase.

#### Résultats
Résultats :
| 25 avril 2009 | Chili | 79 – 3 | Brésil | Viña del Mar |
| 25 avril 2009 |       |        |        | Viña del Mar |
| 25 avril 2009 |       |        |        | Viña del Mar |

| 25 avril 2009 | Uruguay | 85 – 7 | Paraguay | Montevideo |
| 25 avril 2009 |         |        |          | Montevideo |
| 25 avril 2009 |         |        |          | Montevideo |

| 29 avril 2009 | Chili | 34 – 13 | Paraguay | Montevideo |
| 29 avril 2009 |       |         |          | Montevideo |
| 29 avril 2009 |       |         |          | Montevideo |

| 29 avril 2009 | Uruguay | 71 – 3 | Brésil | Montevideo |
| 29 avril 2009 |         |        |        | Montevideo |
| 29 avril 2009 |         |        |        | Montevideo |

| 2 mai 2009 | Brésil | 36 – 21 | Paraguay | Montevideo |
| 2 mai 2009 |        |         |          | Montevideo |
| 2 mai 2009 |        |         |          | Montevideo |

| 2 mai 2009 | Uruguay | 46 – 9 | Chili | Montevideo |
| 2 mai 2009 |         |        |       | Montevideo |
| 2 mai 2009 |         |        |       | Montevideo |

#### Classement
| Rang | Nation   | J | V | N | D | Pm  | Pe  | Diff | Pts |
| ---- | -------- | - | - | - | - | --- | --- | ---- | --- |
| 1    | Uruguay  | 3 | 3 | 0 | 0 | 202 | 19  | +183 | 9   |
| 2    | Chili    | 3 | 2 | 0 | 1 | 122 | 62  | +60  | 7   |
| 3    | Brésil   | 3 | 1 | 0 | 2 | 42  | 171 | -129 | 5   |
| 4    | Paraguay | 3 | 0 | 0 | 3 | 41  | 155 | -114 | 3   |

|  | Qualifiés pour la deuxième phase (no 1 et no 2). |

### Deuxième phase
Les Jaguars, équipe réserve de l'Argentine, rencontrent les deux premiers de la première phase.

#### Résultats
| 20 mai 2009 | Argentine A | 89 – 6 | Chili | Montevideo |
| 20 mai 2009 |             |        |       | Montevideo |
| 20 mai 2009 |             |        |       | Montevideo |

| 23 mai 2009 | Uruguay | 9 – 33 | Argentine A | Montevideo |
| 23 mai 2009 |         |        |             | Montevideo |
| 23 mai 2009 |         |        |             | Montevideo |

| 26 mai 2009 | Uruguay | 46 – 9 | Chili | Montevideo |
| 26 mai 2009 |         |        |       | Montevideo |
| 26 mai 2009 |         |        |       | Montevideo |

#### Classement
| Rang | Nation          | J | V | N | D | Pm  | Pe  | Diff | Pts |
| ---- | --------------- | - | - | - | - | --- | --- | ---- | --- |
| 1    | Argentine A (T) | 2 | 2 | 0 | 0 | 122 | 15  | +107 | 10  |
| 2    | Uruguay         | 2 | 1 | 0 | 1 | 55  | 42  | +13  | 5   |
| 3    | Chili           | 2 | 0 | 0 | 2 | 15  | 135 | -120 | 0   |

|  | Vainqueur (no 1).        |
|  | T : tenant du titre 2008 |

## Division B

### Classement
| Rang | Nation     | J | V | N | D | Pm  | Pe  | Diff | Pts |
| ---- | ---------- | - | - | - | - | --- | --- | ---- | --- |
| 1    | Colombie   | 3 | 3 | 0 | 0 | 115 | 13  | +102 | 9   |
| 2    | Venezuela  | 3 | 2 | 0 | 1 | 68  | 55  | +13  | 6   |
| 3    | Pérou      | 3 | 1 | 0 | 2 | 70  | 66  | +4   | 3   |
| 4    | Costa Rica | 3 | 0 | 0 | 3 | 19  | 138 | -119 | 0   |

|  | Vainqueur (no 1). |

### Résultats
| 29 novembre 2009 | Colombie | 33 – 10 | Pérou | San José |
| 29 novembre 2009 |          |         |       | San José |
| 29 novembre 2009 |          |         |       | San José |

| 29 novembre 2009 | Costa Rica | 8 – 43 | Venezuela | San José |
| 29 novembre 2009 |            |        |           | San José |
| 29 novembre 2009 |            |        |           | San José |

| 2 décembre 2009 | Costa Rica | 3 – 48 | Colombie | San José |
| 2 décembre 2009 |            |        |          | San José |
| 2 décembre 2009 |            |        |          | San José |

| 2 décembre 2009 | Venezuela | 25 – 13 | Pérou | San José |
| 2 décembre 2009 |           |         |       | San José |
| 2 décembre 2009 |           |         |       | San José |

| 5 décembre 2009 | Costa Rica | 8 – 47 | Pérou | San José |
| 5 décembre 2009 |            |        |       | San José |
| 5 décembre 2009 |            |        |       | San José |

| 5 décembre 2009 | Venezuela | 0 – 34 | Colombie | San José |
| 5 décembre 2009 |           |        |          | San José |
| 5 décembre 2009 |           |        |          | San José |